# 鶴の声
鶴の声（つるのこえ）は、地歌の端唄もののひとつ。
作詞者は不明。作曲は玉岡検校。
地歌の稽古においては比較的初心者向きの曲とされている。
またこれに振りをつけた上方舞の演目のなかでも初心者向きの曲とされる。
作家の谷崎潤一郎はこの曲を好んで演奏したという。
恋の唄であり　おめでたい唄ともされる

## 歌詞
軒の雨
立ち寄るかげは難波津や
蘆ふく宿の　しめやかに
語り明かせし　可愛とは
嘘か誠か　
その言の葉に
鶴の一声
幾千代までも　末は互いの共白髪